# James Purnell

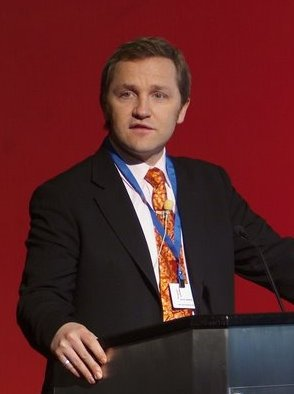
James Purnell, April 2009

James Mark Dakin Purnell (* 2. März 1970 in London) ist ein britischer Politiker (Labour Party). 2016 wurde er zum Radiochef der BBC bestellt. 
Zwischen 2001 und 2010 war er Mitglied des britischen Unterhauses für den Wahlbezirk Stalybridge and Hyde, von 2008 bis 2009 zudem Minister für Arbeit und Renten in der Regierung von Gordon Brown. 